# Rudolph Rothe
Rudolph Rothe (nacido el 18 de octubre de 1802 en Copenhague y fallecido el 30 de enero de 1877 en Frederiksberg) fue un jardinero de palacio y consejero danés. Su diseño del parque de los Ciervos de Jægersborg forma parte del Canon Cultural.
Era hermano de Andreas Bjørn Rothe, August Rothe, Viggo Rothe y Wilhelm Rothe. 

## Juventud
Sus padres fueron el consejero Christian Rothe y su primera esposa. Estudió en la Borgerdydskolen de Copenhague y, cuando tenía 16 años, se convirtió en aprendiz de jardinero. En aquella época era un espectáculo peculiar ver a un hijo de una familia tan respetada como los Rothes elegir la horticultura para ganarse la vida, por lo que debió ser un vivo interés y una vocación innata lo que llevó a Rothe a hacerlo.
Tras pasar tres años en los jardines de Frederiksberg, bajo la dirección del jardinero del castillo Petersen, y en los jardines de Rosenborg, bajo la dirección del hábil jardinero del castillo Lindegaard, se presentó al examen de horticultura en 1821.
Rothe pasó entonces a ser ayudante en el jardín botánico y, al cabo de dos años, se presentó al examen para obtener el título de jardinero botánico. Entre 1824 y 1827 viajó por Alemania, Austria, Hungría, Suiza, el norte de Italia, Francia y Holanda, pero como la asignación estatal que había recibido era escasa, tuvo que hacer la mayor parte del viaje a pie y aceptar trabajo en las ciudades donde quería permanecer más tiempo para sus estudios. El extracto de un diario de horticultura de Rothe (1828), publicado después de su regreso a casa, pone de manifiesto que este modo de viajar era especialmente adecuado para un joven tan estudioso y dotado, ya que le permitía familiarizarse a fondo con muchas cosas.

## Descubrimiento
Ya antes de que Rothe emprendiera su viaje, la jardinería paisajista era el aspecto de la horticultura que más le gustaba, y en parte gracias a las numerosas impresiones de jardines de naturaleza extranjera y, en parte, gracias a la influencia de los maestros de la jardinería paisajista de la época, como los paisajistas Peter Joseph Lenné y von Skell en Alemania, von Riedel en Austria y otros, con los que entró en contacto durante el viaje, su sentido de esta especialidad se nutrió y desarrolló.
Tras su regreso, Rothe fue contratado como secretario privado del conde A.W. Moltke en Bregentved, y su primer trabajo importante en el campo de la jardinería paisajística de esta época fueron los planos para el embellecimiento de Bregentved. Sin embargo, como el cargo de secretario privado implicaba necesariamente mucho trabajo no relacionado con la horticultura, esta actividad no le satisfacía del todo, y cuando en 1833 quedó disponible el puesto de jardinero del castillo de Fredensborg, lo solicitó, a pesar de que las condiciones económicas como jardinero del castillo eran mucho peores que las que le ofrecía el conde Moltke.
Cuando Rothe se hizo cargo del parque del castillo de Fredensborg, este era una mezcla de estilo de jardín francés descuidado y bosque salvaje. Reconstruir el parque al estilo francés habría sido muy costoso, por lo que Rothe optó por rediseñarlo siguiendo los principios de la jardinería paisajista, tarea que llevó a cabo con no poca genialidad y de la que el actual parque  queda como recuerdo imperecedero. Además de los jardines de Fredensborg, en esta época también elaboró planos para la reorganización de varios jardines privados y del jardín del castillo de Marienlysty realizó importantes esculturas en el parque de los ciervos de Jægersborg. En reconocimiento a su talento para el paisajismo, en 1841 se le concedió una subvención estatal para viajar a Inglaterra y Escocia y familiarizarse con sus parques.

## Nuevos retos
Como consecuencia del cambio constitucional de 1849, Fredensborg dejó de pertenecer al rey y pasó a ser propiedad del Estado, y al mismo tiempo se suprimió el cargo de jardinero de palacio. Rothe fue contratado entonces como jardinero paisajista o, como se denominó más tarde, inspector de los jardines de recreo públicos y, de este modo, se le encomendó la supervisión de los jardines de Frederiksberg Have y Søndermarken, Rosenborg Have, Fredensborg y, más tarde, Frederiksborg, Charlottenlund, Sorgenfri y Bernstorff.
También trabajó en otros ámbitos para despertar el sentido de la horticultura paisajística en Dinamarca. Contribuyó a la construcción de varios jardines privados. En el invierno de 1850-51, dio varias conferencias públicas sobre paisajismo en la sala de lectura del Jardín Botánico, y otras tantas a los socios sobre el mismo tema en el salón de la Sociedad de Jardinería. En 1853, escribió un libro, Landskabsgartneriske Betragtninger over Danmark, una obra temprana en la literatura hortícola danesa sobre paisajismo.

## Labor en materia de educación
Además de en el campo de la jardinería paisajista, Rothe también ha dejado su impronta en la horticultura danesa en otros ámbitos, entre los que destaca su labor en la formación de jóvenes jardineros. Como jardinero del castillo de Fredensborg y, más tarde, cuando se trasladó a Copenhague como paisajista, impartió clases teóricas a estudiantes de horticultura con seriedad y minuciosidad. En 1835, Rothe se convirtió en miembro de la Comisión de Examen para Jardineros, que más tarde presidiría. Durante estos años, tuvo una gran influencia en los cambios que se introdujeron en los requisitos del examen, que buscaban garantizar que cada jardinero graduado poseyera no solo las habilidades manuales necesarias, sino también los conocimientos teóricos más elementales de las distintas ramas de la horticultura.
Rothe fue cofundador de la primera sociedad de jardinería, la Real Sociedad Danesa de Jardinería, creada en 1835, y durante varios años fue coeditor de su revista, en la que escribió diversos artículos. Rothe fue nombrado Caballero del Dannebrog en 1842, Primer Consejero en 1852, Dannebrogman en 1867 y Consejero de Estado en 1869. Desde 1868 hasta su muerte, el 30 de enero de 1877, fue presidente de la Gartnernes Hjælpeforening.
Está representado en un busto de mármol de August Saabye, de 1875, que se encuentra en el Museo Nacional de Historia del Castillo de Frederiksborg, y en un cuadro de juventud, que es propiedad de la familia. También hay una xilografía de Georg Pauli de 1877.

## Vida privada
El 20 de diciembre de 1830 se casó con Anne Maria Friedenreich (16 de diciembre de 1805-2 de noviembre de 1841), hija del teniente coronel de la Infantería Civil de Copenhague, el comerciante de vinos Peter Johannes Friedenreich, y de Anne Cathrine, de soltera Ordtholm. El 13 de abril de 1846, Rothe se casó con Johanne Mathea Mangor (8 de julio de 1804 - 30 de abril de 1894), hija del mayorista Valentin Nicolai Mangor y de Anna Marie, de soltera Bang.